# Bernardo II (vescovo di Parma)
Bernardo (... – Parma, 8 novembre 1194) è stato un vescovo cattolico italiano.

## Biografia
Fu nominato vescovo di Parma da papa Alessandro III verso il 1170, come si deduce da un documento del 31 agosto di quell'anno, in cui venivano stabilite alcune decime da versare alla chiesa di Parma. I fatti precisi della sua nomina non sono noti: è certo che, nonostante la ribellione di Parma del 1167 e il passaggio della città alla parte papale, il suo predecessore, Aicardo da Cornazzano, fautore dell'imperatore e dell'antipapa Vittore IV, era ancora vescovo in quella città nel 1169.
Entrò in conflitto con il vescovo di Piacenza per quanto riguardava i diritti sulle chiese di San Martino in Speculo e di Santa Cristina, situate politicamente in territorio piacentino, ma che erano state unite in maniera unilaterale al territorio della diocesi parmense. Il papa chiamò Giovanni, vescovo di Brescia, a dirimere la questione; questi, con un documento datato 11 ottobre 1176, riconosceva i diritti piacentini e condannava il procuratore di Parma a pagare i danni subiti da Piacenza; il 12 novembre dello stesso anno il papa confermava questa decisione.
Nel 1172 aveva iniziato i lavori di ristrutturazione ed ampliamento del Palazzo vescovile di Parma, costruito nel secolo precedente dal suo predecessore Cadalo; già nel 1175 i lavori erano terminati, come si riporta in una sentenza della fine di quell'anno eseguita in  Parme, in palatio novo episcopi.
Come riportato dal Calendario-necrologio del Duomo di Parma, il vescovo morì l'8 novembre 1194 e fu sepolto nella cattedrale stessa.